# UZ-Baureihe ВЛ40У
Die UZ-Baureihe ВЛ40у (deutsche Transkription WL 40U) der Ukrainischen Eisenbahnen (UZ) sind durch Umbauten aus der SŽD-Baureihe ВЛ80 entstandene Elektrolokomotiven speziell für den Personenzugdienst auf Magistralen mit Wechselstrom. Sie werden in den Ausbesserungswerken Saporischschja und Lwiw durch Umbau der ВЛ80 als Einsektionslokomotiven, ausgerüstet mit zwei Führerständen, seit 2004 ausgeliefert.

## Geschichte

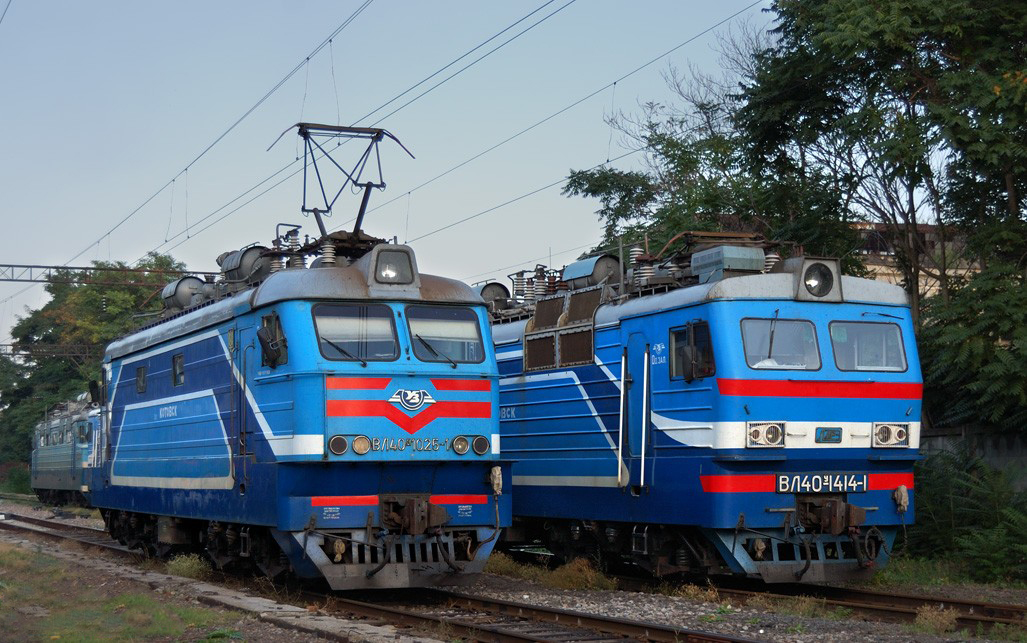
Die zwei Gesichter der WL 40^{U} – links die Lokomotive aus Saporischschja, rechts die aus Lwiw

Von Ende der 1990er Jahre bis Beginn der 2000er Jahre machte sich bei der Ukrainischen Eisenbahn ein Defizit von Personenzug-Elektrolokomotiven für den Betrieb auf Strecken mit Wechselspannung bemerkbar. Das hatte zum einen seine Ursache in der Ausmusterung von alten Lokomotiven der SŽD-Baureihe ВЛ60, zum anderen durch die Elektrifizierung weiterer Streckenabschnitte. So kam es sehr oft zur Bespannung von Personenzügen durch die Elektrolokomotiven der Reihe ВЛ80 der Depots Snamjanka und Kotowsk der Odeska Salisnyzja sowie Kosjatyn der Südwest-Eisenbahn. Diese Maschinen waren als reine Güterzuglokomotiven nicht mit Einrichtungen für die elektrische Beheizung der Personenwagen und der elektropneumatischen Bremse für Personenzüge ausgerüstet. Deshalb wurde entschieden, einige Lokomotiven der Reihen ВЛ80T in eine Einsektionslokomotive mit zwei Führerständen und Einrichtungen für den Betrieb von Personenzügen umzubauen, die neuen Lokomotiven sollten die Bezeichnung ВЛ40у erhalten.
Die Modernisierung führten die Ausbesserungswerke in Saporischschja und Lwiw durch. Die Lokomotiven erhielten einen neuen Kasten, die Lokomotiven in Saporischschja einen mit Lokführerkabinen und Fahrerpulten von den Typen ČS 8, die Maschinen aus Lwiw einen Aufbau mit flacheren Frontpartien, ähnlich der ЭП1 und einem Fahrerpult, das so ähnlich aufgebaut war wie bei der SŽD-Baureihe ВЛ80. Der Fahrzeugteil, das Kraftschema mit dem Hauptkontroller ЭКГ‑8Ж (EKG-8SCH) und das Schema der Niederspannungsanlagen wurde von der ВЛ80 übernommen, komplettiert durch den Einbau einer Widerstandsbremse. Das brachte eine Abnahme einer Reihe von Apparaten, Blöcken von Bremsarmaturen und Einrichtungen der Umschaltungen der Bremsschalter mit sich.

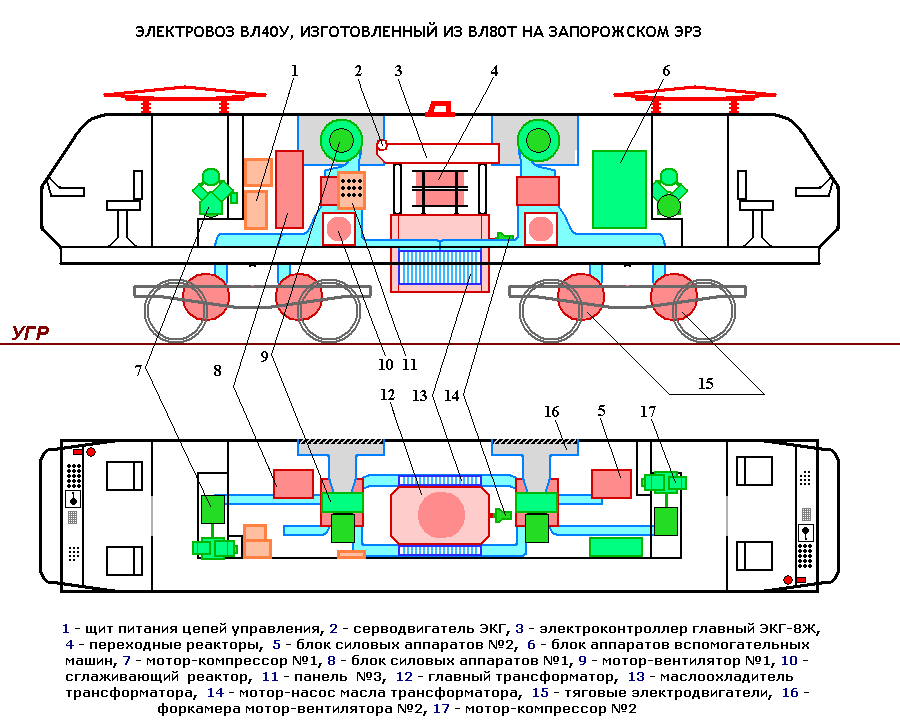
Prinzip des Aufbaus der Lokomotiven
Die Ziffern bedeuten:
- 1 Schütz der Speisung der Kette der Verwaltung
- 2 Antrieb des Hauptkontrollers
- 3 Hauptkontroller ЭКГ‑8Ж
- 4 Übergabespule
- 5 Block der Kraftapparate Nr. 2
- 6 Block der Apparate der Hilfsmaschinen
- 7 Motor-Kompressor Nr. 1
- 8 Block der Kraftapparate Nr. 1
- 9 Motor-Ventilator Nr. 1
- 10 Glättungsspule
- 11 Panel Nr. 3
- 12 Haupttransformator
- 13 Ölkühlung des Transformators
- 14 Motorpumpe des Transformatorenöls
- 15 Traktionsfahrmotoren
- 16 Vorkammer des Motorventilators
- 17 Motorkompressor Nr. 2

Der Fahrschalter, die Zahl der Positionen der Regulierung und Stufen der Schwächung der Anregung und die Anzeige der Positionen blieben wie bei den Spenderlokomotiven. Mit der Anwendung von hochqualitativen Dioden konnten die Kästen der Gleichrichtereinheiten pro Drehgestell von zwei auf einen verringert werden. Das Schema der Kette der Hilfsmaschinen wurden vollständig neu aufgebaut; ein Phasenspalter ersetzte die Inbetriebsetzungs-Kondensatoren, die Hilfsmaschinen und Antriebsmotoren АЭ92 (AE92) wurden ersetzt durch die bei den Lokomotiven ЭП1 verwendeten Maschinen mit den Antriebsmotoren НВА‑55 (NWA-55), auf jeder Lokomotive wurden zwei zentrifugale Motor-Ventilatoren und zwei Motor-Kompressoren ВУ‑3,5 (WU-3,5) aufgestellt.

## Betrieb der ВЛ40у

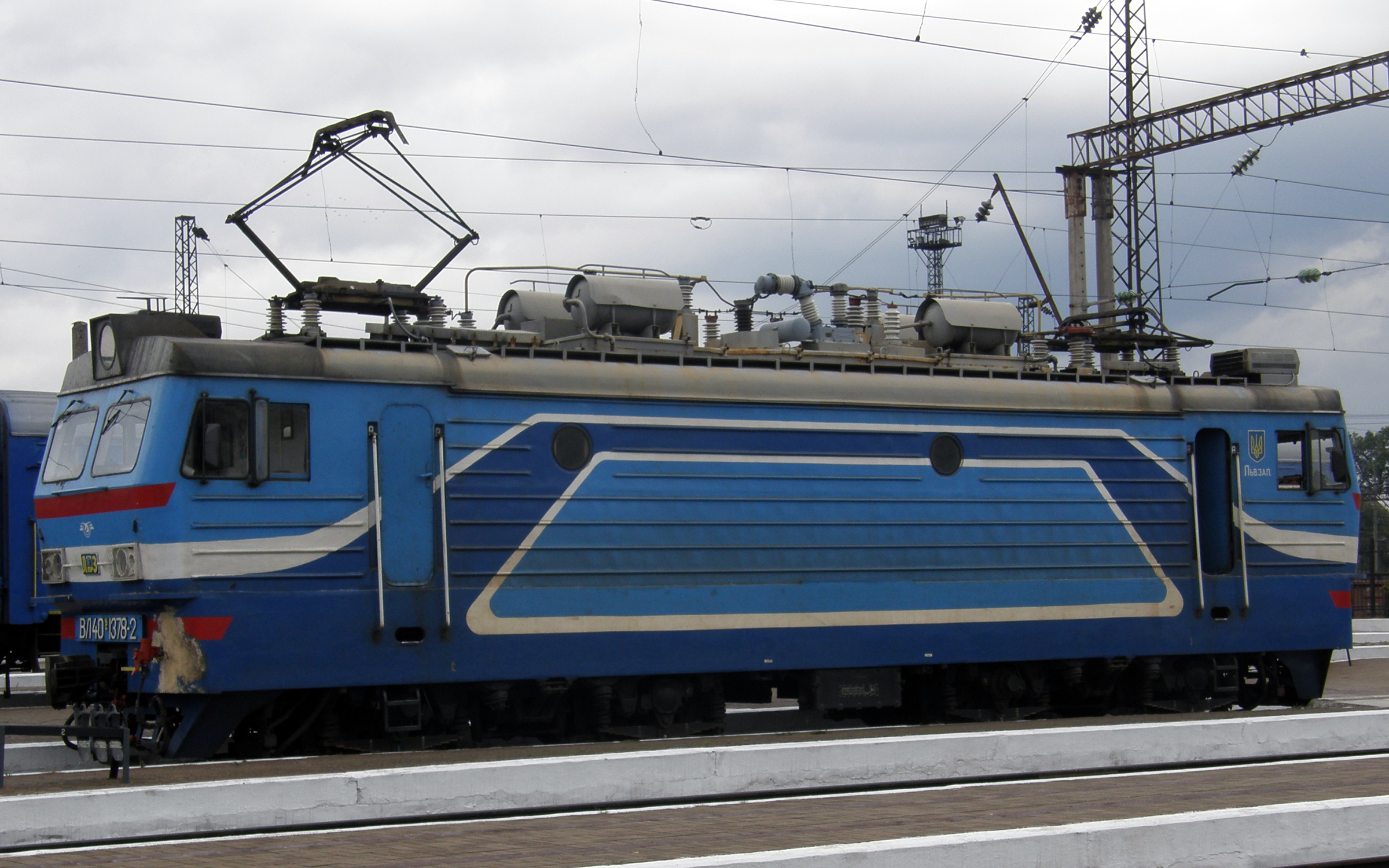
Foto der ВЛ 40^{U}-1378-2 aus der Lwiwer Produktion

Die Lokomotiven waren nach Betriebserprobung sehr gut geeignet für den Betrieb auf ebenen Profilen, z. B. wurden sie auf den Abschnitten Kiew – Nischyn – Tschernihiw der Süd-Nord-Eisenbahn sogar für die Führung von Güterzügen genutzt. Nur bei der Führung von schweren Zügen mit 15 bis 20 Personenzugwagen auf hügeligem Gelände der Odeska Salisnyzja zeigten sich die Leistungsgrenzen der Lokomotive; hier rief ihr Einsatz negative Kritiken durch die Lok-Brigaden hervor.
Gegenwärtig werden die Lokomotiven ВЛ 40у in den Betriebsabteilungen der Depots Tschernihiw und Schmerynka der Süd-Nord-Eisenbahn, Podilsk der Odeska Salisnyzja und Lwiw–Zapad der Eisenbahngesellschaft um Lwiw eingesetzt. Die meisten Lokomotiven werden in den Depots Schmerynka und Lwiw eingesetzt, hier fahren hauptsächlich Lokomotiven, die in Lwiw ausgeliefert wurden, die Depots Podilsk und Tschernihiw besitzen dagegen Lokomotiven, die in Saporischschja ausgeliefert wurden. Um eine Unterscheidung der Lokomotiven nach dem Hersteller durchzuführen, besitzen die Lokomotiven ungewöhnliche Bezeichnungen, z. B. die ВЛ 40у-1384.1. Die Bedeutung dieser Bezeichnung geht aus dem Internet nicht eindeutig hervor.